# جامعة تولين
جامعة تولين (بالإنجليزية: Tulane University)‏ هي جامعة بحثية أمريكية خاصة مقرها مدينة نيو أورليانز بولاية لويزيانا الأمريكية. تأسست ككلية طب عامة سنة 1834، ثم نمت لتصير جامعة شاملة سنة 1847، ولم تلبث أن خُصخصت سنة 1884. والجامعة عضو في رابطة الجامعات الأمريكية.

## وصلات خارجية
- الموقع الرسمي للجامعة على شبكة الإنترنت